# جميمة بني العزيب (كحلان الشرف)

تعديل مصدري - تعديل

جميمة بني العزيب هي إحدى قرى عزلة بنى كعب بمديرية كحلان الشرف التابعة لمحافظة حجة، بلغ تعداد سكانها 1160 نسمة حسب تعداد اليمن لعام 2004.